# 上戸町 (各務原市)
上戸町（じょうごちょう）は、岐阜県各務原市の地名。現行行政町名は上戸町一丁目から七丁目。

## 地理
各務原市の稲羽地区の西部（旧・更木村）に属する。旧・稲羽町役場（跡地は稲羽ふれあいセンター駐車場）が設置されるなど、旧・稲羽町の行政の中心地であった。
町域の東部は上中屋町、山脇町、那加官有無番地（岐阜基地）、西部は三井山町、大佐野町、上中屋町、南部は上中屋町、北部は三井山町、那加官有無番地である。
七丁目の大部分は各務原工業団地となっている。
道路
- 飛行場通り
- 稲羽本通り
- 各務原大橋通り
- 木曽川街道

## 歴史
かつてこの地域は各務郡上戸村。1897年（明治30年）に上戸村、大野村、小佐野村、三井村が合併し更木村が発足。更木村大字上戸となる。
1955年（昭和30年）、羽島郡中屋村と稲葉郡更木村、前宮村が合併し、稲羽町が発足。稲羽町上戸町に改称する。1963年（昭和38年）、蘇原町、鵜沼町、鵜沼町、稲羽町が合併し各務原市が発足すると、各務原市上戸町となる。
1981年（昭和56年）8月20日、稲羽西部土地改良区の区画整理により、上戸町一丁目から七丁目が成立。

## 世帯数と人口
2024年（令和6年）10月1日現在の世帯数と人口は以下の通りである。尚、各務原市の統計上、一・二丁目、五・六丁目は一緒に記述する。また前述のとおり、七丁目の大部分は各務原工業団地となっており、住民は0人である。
| 丁目             | 世帯数  | 人口  |
| ---------------- | ------- | ----- |
| 上戸町一・二丁目 | 46世帯  | 131人 |
| 上戸町三丁目     | 113世帯 | 270人 |
| 上戸町四丁目     | 88世帯  | 237人 |
| 上戸町五・六丁目 | 51世帯  | 134人 |
| 上戸町七丁目     | 0世帯   | 0人   |
| 計               | 298世帯 | 772人 |

## 小・中学校の学区
市立小・中学校に通う場合、学区は以下の通りとなる。
| 番・番地等 | 小学校                 | 中学校               |
| ---------- | ---------------------- | -------------------- |
| 全域       | 各務原市立稲羽西小学校 | 各務原市立稲羽中学校 |

## 主な施設
- 稲羽ふれあいセンター
- 各務原市立稲羽中学校
- 各務原工業団地
- 春日神社

## 交通
- 各務原市ふれあいバス稲羽線